# 아즈카반
아즈카반(Azkaban)은 해리 포터 시리즈에 등장하는 영국의 마법사 감옥이다. 디멘터가 아즈카반을 지켜서 아즈카반에 들어가면 대부분의 사람은 몇 주 안에 미쳐버리지만, 시리우스 블랙은 13년 동안 디멘터에게서 정신을 지켜왔다.

## 개요
15세기부터 존재 했으며, 국적 불명의 어둠의 마법사 에크리즈디스가 살고 있었다. 어둠의 마법사답게 지나가는 머글 선원들을 재미로 죽였다고 한다. 에크리즈디스가 죽은 후 은신 마법이 풀리자 영국의 마법부에서 파견된 조사단은 그 끔직한 곳에 말하기를 싫어했고, 게다가 안이 디멘터로 우글거린다는 것이었다. 
그곳은 분명히 파괴되어야 했지만 안에 있는 디멘터가 나와 보복할 것이라는 마법사들의 주장때문에 파괴하지 못했다.
그러나 국제비밀법령이 통과 된 후, 영국의 마법부는 여기저기 작은 감옥을 큰 곳에 합쳐버리겠다고 그 당시 마법부 총리 다모클레스 롤이 주장하며 아즈카반을 사용하자 이야기했다. 페르세우스 파킨슨 다음 마법 총리도 이를 지지했고, 엘드리치 디고리 다음 총리가 된 후에도 계속되었다. 엘드리치 디고리는 아즈카반의 실체를 보고 놀라 디멘터를 제거하자는 주장을 했지만, 영국의 국민들은 본토로 몰려올까 두려워 동의하지 못 했다.
그러나 아즈카반을 대규모 감옥으로 설치하는데 성공하고, 디멘터를 없애자는 엘드리치 디고리는 마법위원회에 압박을 가하다 드래곤 수두로 죽고 만다.
킹슬리 사클볼트가 될 때까지 이 곳을 파괴하자는 움직임은 없었다. 게다가 넓히려고까지 한다.
해리 포터에서는 2권 해리 포터와 비밀의 방에서 루비우스 해그리드가 50년 전의 참극을 다시 일으켰다고 누명을 받을 때 이곳으로 끌려왔을 때에 처음으로 등장한다. 
누명을 벗기까지 3주동안 갇힌 후 풀려났지만 거인족 혼혈 루비우스 해그리드에게도 큰 충격을 안겨다주었다.
그리고 해리 포터와 아즈카반의 죄수에서 본격적으로 들어난다. 누명을 쓴 시리우스 블랙은 13년동안 갇혀있었지만 제정신을 유지했고 디멘터가 죄수들에게 밥을 주는 시간에 문이 열려있길래 개로 변신해서 도망친다.
4권 해리 포터와 불의 잔에서는 바티 크라우치 주니어가 어떻게 탈출했는지 나와있다. 그의 어머니가 죽음의 시간이 가까워지자 면회를 왔는데 모습을 바꾸어 면회가 끝난 후 탈옥에 성공하고, 해리의 이름을 불의 잔에 넣고, 볼드모트의 부활을 성공시킨다.
게다가 5권 해리 포터와 불사조 기사단에서는 대탈옥이 일어난다. 벨라트릭스 레스트랭과 죽음을 먹는 자들이 대거 탈출한다. 이 일을 코넬리우스 퍼지는 시리우스 블랙이 주도 했을 거라고 발표한다.
아즈카반에 특별한 조치는 없는데 디멘터 덕분에 악명이 높다.